# 東広島市立寺西小学校
東広島市立寺西小学校（ひがしひろしましりつ てらにししょうがっこう）は、広島県東広島市西条町寺家にある市立小学校。

## 概要
東広島市の中央部にある。学校の北側には国道486号が通っており、それに沿って商店などが立ち並んでいる。南側には田園地帯が広がっており、学生アパートなどが点在している。

## 沿革
- 1873年 - 博愛館を現在の西条東仏生院に、寺家小学成趣館を寺家神宮神社拝殿を借りてそれぞれ創立（本校創始）
- 1879年 - 成趣館を寺家西小学校と改称
- 1880年 - 博愛館を西条東小学校と改称
- 1885年 - 寺家西小学校を宮迫小学校教場とする

　　　　　　西条東小学校を諏訪小学校教場とする
- 1887年 - 宮迫簡易小学校と改称
- 1891年 - 諏訪簡易小学校と改称

　　　　　　寺家尋常小学校,宮迫尋常小学校と改称
- 1907年 - 現在地に校舎を建て、2校合わせて寺西尋常小学校と改称
- 1947年 - 寺西小学校と改称
- 1959年 - 西条町立寺西小学校と改称
- 1974年 - 町合併・市制施行により東広島市立寺西小学校と改称
- 1980年 - 平岩小学校と分離
- 1981年 - アスレチック完成
- 1983年 - 現在の西校舎落成
- 1992年 - 現在の体育館落成・運動場整備
- 1999年 - 東校舎改装・第1回わくわく寺西フェスタ開催
- 2002年 - 寺西塾開塾
- 2004年 - 創作表現「大地の響」誕生
- 2005年 - 新プール完成
- 2010年 - 北校舎（9教室）完成 4月落成式開催
- 2018年 - 4月 龍王小学校と分離

## 学校行事
| - 4月 - 入学式、遠足 - 5月 - 修学旅行（6年）、運動会 - 6月 - プール開き | - 7月 - 野外活動（5年） - 8月 - 登校日（平和学習） - 9月 - | - 10月 - - 11月 - わくわく寺西フェスタ - 12月 - 持久走記録会 | - 1月 - - 2月 - 校内書き初め会 - 3月 - 卒業式 |

## クラブ活動
- 寺西金管バンド
  - 1973年 - 設立
  - 2016年10月 - 第35回全日本小学校バンドフェスティバル 中国大会 優秀賞・グッドサウンド賞
  - 2017年11月 - 第36回全日本小学校バンドフェスティバル 全国大会 金賞　(全国大会初出場)
  - 2018年11月 - 第37回全日本小学校バンドフェスティバル 全国大会 銅賞
  - 2019年10月 - 第38回全日本小学校バンドフェスティバル 中国大会 優秀賞・グッドサウンド賞
  - 2020年11月 - 第39回全日本小学校バンドフェスティバル 【開催中止】
  - 2021年11月 - 第40回全日本小学校バンドフェスティバル 全国大会 金賞
  - 2022年11月 - 第41回全日本小学校バンドフェスティバル 全国大会 銀賞

- 寺西合唱部
  - 2007年 - 第74回 Nコン 全国コンクール 小学校の部（中国ブロック代表）優良賞

## 通学区域
通学区域は以下の通りである。
- 東広島市
  - 西条町寺家の一部
  - 西条町西条東の一部
  - 寺家産業団地の一部

## 進学先中学校
- 東広島市立中央中学校[1]